# Argyle n.º 1
Argyle n.º 1 es un municipio rural canadiense situado en la provincia de Saskatchewan.

## Superficie
Argyle n.º 1 tiene una superficie de 567,05 km².

## Demografía
En 2021, tenía 331 habitantes, una densidad poblacional de 0,6 hab./km², y 142 viviendas.